# Marcial Solana González-Camino
Marcial Solana y González-Camino (Santander, 7 de octubre de 1880 - ib., 15 de octubre de 1958) fue un escritor y político español.

## Biografía
Tras cursar el bachillerato en el Colegio de Orduña, estudió Filosofía, Letras y Derecho en la Universidad de Deusto y se doctoró en la Universidad Central. Fue académico de la Real Academia de Ciencias Morales y Políticas, presidente del Centro de Estudios Montañeses, y miembro de entidades como la Sociedad Menéndez Pelayo, el Consejo Superior de Investigaciones Científicas (CSIC) y el Patronato de las Cuevas Prehistóricas de Cantabria. Recibió los premios Conde de Torreánaz (1928) y Echegaray (1940).
El amor a su tierra le llevó a la actividad política y a fundar un sindicato agrario en el valle de Villaescusa, localidad de la que fue alcalde en la primera década del siglo XX. Por su dedicación recibió el honor de ser cronista del Valle de Villaescusa.
Era jefe regional del Partido Integrista en Castilla la Vieja. Se presentó a las elecciones para diputado a Cortes en 1910 por la circunscripción de Santander, pero no salió elegido. Nuevamente candidato, en las elecciones de 1916 logró acta de diputado. Al igual que el resto de sus compañeros de partido, en 1931 ingresó en la Comunión Tradicionalista.
Durante la Segunda República colaboró en las revistas Acción Española y Tradición y fue miembro del Consejo de Cultura Tradicionalista presidido por Víctor Pradera. También colaboró en la Revista de Filosofía con trabajos como Las doctrinas estéticas de Balmes, El Padre Luis de Losada y muchos otros.
Es autor de obras de filosofía, historia, política y teología. Destaca su Historia de la Filosofía española. Época del Renacimiento (siglo XVI) (1940-1941) y sus obras políticas ¿Qué es el tradicionalismo político español? (1933) y El tradicionalismo político español y la ciencia hispana (1951).

## Obras
- El escudo de la ciudad de Santander (Santander, 1922)
- Don Tomás Antonio Sánchez, según sus cartas (1926)
- El arzobispo don Joaquín de Santiyán, según sus cartas íntimas (Santander, 1932).
- La españolización de España por la tradición (1932)
- ¿Qué es el tradicionalismo político español? (1933)
- La resistencia a la tiranía, según la doctrina de los tratadistas del Siglo de Oro español (Madrid, 1933)
- Historia de la Filosofía española. Época del Renacimiento (siglo XVI) (Santander-Madrid, 1940-1941)
- La doctrina estética de Balmes (1944)
- Un pleito interesante para la historia del santuario de Socabarga (1945)
- Estudios sobre el Concilio de Trento en su cuarto centenario. Valor teológico de la tradición (Santander, 1946)
- Un abad santanderino en el Concilio de Trento (Santander, 1946)
- Doctrinas discordes de Balmes y Comellas acerca de la evidencia (1948)
- Balmes y La Montaña (Santander, 1949)
- El tradicionalismo político español y la ciencia hispana (Madrid, 1951)
- La heráldica del Real Valle de Villaescusa (Santander, 1952)
- Acuarelas y grabados heráldicos de mi archivo (Santander, 1953)
- Fueron los españoles quienes elevaron la Filosofía escolástica a la perfección que alcanzó en el siglo XVI (Madrid, 1955)